# サナ

サイン

サナ（英: SANA、朝: 사나、1996年〈平成8年〉12月29日 - ）は、日本出身のアイドル。ガールズグループであるTWICEおよびMISAMOのメンバー。TWICEでは、サブボーカルを担当している。JYPエンターテインメント所属。大阪府大阪市天王寺区出身。本名は湊﨑 紗夏（みなとざき さな）。

## 来歴

### 生い立ち
1996年12月29日、大阪府大阪市天王寺区で生まれる。2009年から3年間、LDHのダンスアカデミーであるEXPG大阪校に通っていたが、この時は韓国ではなく日本で活動することを夢見ていた。
中学3年生の時になんばウォークで友達とショッピングをしていた所、JYPエンターテインメントの社員にスカウトされた。当時は韓国の芸能界に詳しくなかったため、2PMのテギョンやmiss Aのスジなどの写真を見せられ、JYPエンターテインメントが大手事務所であることを認識した。しかし、韓国での活動や生活に不安が大きく、思い悩んでいた折、母から2PMのコンサートに誘われる。華やかなステージングを目の当たりにし「自分もこのステージに立ちたい」と決意した。
大阪市立夕陽丘中学校を卒業後に渡韓、2012年4月13日に現TWICEメンバーのモモと共にJYPエンターテインメントの練習生となった。

### デビュー前
モモを含む他の日本人練習生と共に4人組の日本人アイドルグループとして2012年にデビューする予定であったが、当時の日韓関係の悪化や他の日本人練習生が事務所を退所したことにより旗色が悪くなったため、一旦白紙に戻された。
2014年にも現TWICEメンバーのナヨン、ジョンヨン、ジヒョらと共に6人組のアイドルグループ「6MIX」としてのデビューが予定されており、既にアルバム作成やメディア向けのショーケースの披露まで行っていた。ところがデビュー直前にセウォル号沈没事故や、メンバーの相次ぐ脱退が重なったため、最終的に白紙となった。
その一方で、先輩アーティストのミュージックビデオに複数回出演。特に2014年にはGOT7による楽曲「A」にヒロイン役で出演し、大きな反響を呼んだ。

### TWICEとして
2015年4月14日、Mnetで放送された韓国のオーディション番組『SIXTEEN』の2人目の出演者としてお披露目された。同年5月に番組が始まり、7月に行われた最終章で、16人の出演者の中からデビューメンバーの9人に選出された。その後10月20日に、ガールズグループ「TWICE」のメンバーとして正式にデビューした。
2016年4月25日リリースの2ndシングル『CHEER UP』では、自身の歌唱パートである「Shy Shy Shy」が、「シャイ」ではなく「シャー」と拙く聴こえることや、頬の前で両手のこぶしを揺らす振り付けがキャッチーで可愛らしいことから、韓国の若者を中心に人気を集め、2016年の韓国の流行語にも選ばれた。
2023年7月26日、TWICEのサブユニット「MISAMO」デビュー。メンバーは他にモモ、ミナ。

### ソロ活動

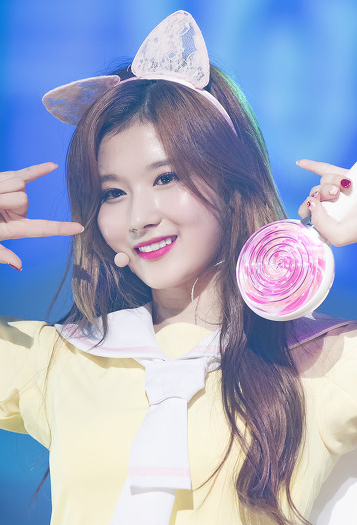
2017年

2017年KBS歌謡祭 MCをBTSのジン  redvelvetのアイリーン  EXOチャニョルと共に務めた。
2020年、JYPエンターテインメントとソニーミュージックが主催するオーディション番組「Nizi Project」にて、Part1の特別審査員とPart2の司会者を務めた。
2021年2月12日、コブクロによる楽曲「卒業」のミュージックビデオに出演。同月24日には、SANA from TWICEとして同曲のカバーをデジタルリリースした
2023年9月21日に配信された「DEXの冷蔵庫インタビュー」に出演し、DEXとの息の合ったやりとりが話題に。コンビとしての相性が注目され、のちに彼女は単独でスペシャルMC（全6話）を務めることとなった。
さらに、2025年3月13日からはシーズン2がスタートし、現在も進行中である。
【PRADA】
2019年〜PRADAよりギフティング
2022年9月22日、イタリアでのMilan fashion week PRADA showに出席。
2023年9月7日、Prada Mode Seoulに出席。
2023年9月22日、イタリアでのMilan fashion week PRADA showに出席。
2024年6月16日、イタリアでのMilan fashion week PRADA showに出席。
2025年1月19日、イタリアでのMilan  fashion week PRADA showに出席。
2025年2月18日、シンガポールでのPrada ION Orchardのオープニングイベントに出席。
2025年6月16日、イタリアでのMilan  fashion week PRADA showに出席。

## 人物
身長164cm。血液型はB型。
メンバーカラーはパープル。モモ、ミナと並び、日本人メンバーの1人であり、「さーたん」、「シャナ」、「キム・サナ」の愛称で親しまれている。一人称は「紗夏（さな）」。
直角肩でたびたび話題となる。華奢ながらも骨格の美しさが際立っており、特にオフショルダーやノースリーブの衣装を着用した際には、肩のラインの美しさが強調されることが多い。
サナの鼻は、高く整った鼻筋と横から見た際の美しいラインで、ファンのみならず美容業界からもたびたび注目されている。メイクや照明に左右されず、どの角度から見ても美しい鼻の持ち主である。
天真爛漫で愛嬌満点であることから「キューティーセクシー」担当と呼ばれている。オーディション番組「SIXTEEN」の自己PRパフォーマンスでは、他の出演者が歌やダンスをする中、生春巻き作りを披露してプロデューサーであるパク・ジニョンに賛嘆された。
ギャラップの「アイドル選好度トップ20」で、2018年に17位、2019年には18位にランクイン。

## ディスコグラフィ

### シングルアルバム
| 発売日        | タイトル      | 収録曲                                            | 形態     | 出典   |
| ------------- | ------------- | ------------------------------------------------- | -------- | ------ |
| 2021年2月24日 | 卒業 (カバー) | 1. 卒業 (カバー) 2. 卒業 (カバー) [アカペラ ver.] | 音楽配信 | [ 15 ] |

### 作詞のクレジット
| 年   | 曲                  | 収録アルバム   | 共同作業者                                                                  | 出典   |
| ---- | ------------------- | -------------- | --------------------------------------------------------------------------- | ------ |
| 2018 | Shot thru the heart | Summer Nights  | モモ、ミナ                                                                  | [ 21 ] |
| 2019 | TURN IT UP          | FANCY YOU      | Earattack                                                                   | [ 22 ] |
| 2019 | 21:29               | Feel Special   | TWICE                                                                       | [ 23 ] |
| 2020 | DO WHAT WE LIKE     | Eyes wide open |                                                                             | [ 24 ] |
| 2021 | Conversation        | Taste of Love  |                                                                             |        |
| 2022 | Celebrate           | Celebrate      | J.Y. Park "The Asiansoul"、TWICE、Co-sho                                    | [ 25 ] |
| 2023 | Rewind              | Masterpiece    | Ayushy (THE HUB)、Frankie Day (THE HUB)、Charlotte Wilson、Chanti (THE HUB) |        |
| 2024 | Mirage              | HAUTE COUTURE  | Hiyori Nara                                                                 |        |

## 出演

### テレビ番組
| 年   | 番組                              | 放送局 | 役割         | 備考                                                     | 出典   |
| ---- | --------------------------------- | ------ | ------------ | -------------------------------------------------------- | ------ |
| 2015 | SIXTEEN                           | Mnet   | 出場者       |                                                          | [ 26 ] |
| 2016 | ショー 音楽中心                   | MBC    | スペシャルMC | BTSのジョングクと共演                                    | [ 27 ] |
| 2016 | ハッピートゥゲザー                | KBS2   | ゲスト       |                                                          | [ 28 ] |
| 2016 | スーパーマンが帰ってきた          |        |              |                                                          | [ 29 ] |
| 2016 | アイドルスター陸上選手権大会      | MBC    | MC           |                                                          | [ 30 ] |
| 2017 | TRICK＆TRUE                       | KBS2   | ゲスト       |                                                          | [ 31 ] |
| 2017 | ラジオスター                      | MBC    |              |                                                          | [ 32 ] |
| 2017 | ハッピートゥゲザー3               | KBS2   |              |                                                          | [ 33 ] |
| 2017 | マスターキー                      | SBS    | レギュラー   |                                                          | [ 34 ] |
| 2017 | KBS歌謡祭                         | KBS    | スペシャルMC | Red Velvetのアイリーン、BTSのジン、EXOのチャンヨルと共演 | [ 35 ] |
| 2018 | 国民トークショー アンニョンハセヨ | KBS2   | ゲスト       |                                                          | [ 36 ] |
| 2018 | ギャグコンサート                  |        |              | サプライズ出演                                           | [ 37 ] |
| 2018 | M COUNTDOWN                       | Mnet   | グローバルMC | Wanna Oneのイ・デフィ、キム・チョンハと共演              | [ 38 ] |
| 2018 | HIDDEN SINGER                     | JTBC   | ゲスト       | シーズン5のホン・シニョン編に出演                        | [ 39 ] |
| 2018 | 驚きの土曜日                      | tvN    |              |                                                          | [ 40 ] |
| 2019 | 横チャンネル                      | SBS    |              |                                                          | [ 41 ] |
| 2019 | アイドルスター陸上選手権大会      | MBC    | MC           |                                                          |        |
| 2020 | 6時、私の故郷                     | KBS    | ゲスト       |                                                          | [ 42 ] |

### ウェブ番組
| 年   | 番組         | 放送局 | 役割          | 備考                                                                                 | 出典   |
| ---- | ------------ | ------ | ------------- | ------------------------------------------------------------------------------------ | ------ |
| 2020 | Nizi Project | Hulu   | 特別審査員 MC | Part1の第9話に特別審査員としてサプライズ出演 Part2のファイナルステージにMCとして出演 | [ 13 ] |

### ミュージックビデオ
| 年   | 楽曲                   | アーティスト   | 収録アルバム | 投稿元                             | 出典   |
| ---- | ---------------------- | -------------- | ------------ | ---------------------------------- | ------ |
| 2014 | A                      | GOT7           | GOT♡         | JYP Entertainment                  | [ 7 ]  |
| 2014 | FEEL (Full Ver.)       | ジュノ（2PM）  | FEEL         | 2PM Japan Official YouTube Channel |        |
| 2014 | FEEL (Korean Ver.)     | ジュノ（2PM）  | FEEL         | JYP Entertainment                  |        |
| 2014 | Instant love           | ジュノ（2PM）  | CANVAS       | JYP Entertainment                  |        |
| 2016 | Fire                   | パク・ジニョン | Still Alive  | Team Coco                          |        |
| 2021 | 卒業 (Special Version) | コブクロ       | 卒業         | コブクロ公式チャンネル             | [ 14 ] |

### 雑誌
- 1st Look（2020年5月号）[43]
- Cosmopolitan Korea (2022年1月号)表紙4形態
- L'official Singapore & Malaysia(2023年September)
- Elle Korea (2024年4月)
- Harper Bazaar Korea(2024年9月)
- Vogue Japan（2023年7月号）
- Spur (2024年8月号)表紙
- MORE (2024年Spring)表紙
- 25ans (2025年1月号) 表紙
- VOGUE KOREA(2025年 3月号)表紙Vogue Leaders: Women and Work.イ・ヨンエ、キム・ヨナ、クリスタル、ウォニョン、チェウォン、サナら女性22人が選出されそれぞれ表紙を飾る

### CM・広告
- A'pieu（2021年3月29日 - 、ミシャジャパン） - TWICEメンバー、ダヒョンと共にイメージモデル[44]
- 韓国コスメ「ウェイクメイク（WAKEMAKE）」（2022年4月1日 - ） - 専属モデル[45]
- Google Japan（2022年7月25日 - ）
- MISSHA（2023年3月13日 - ） - 日韓ミューズ[46]
- PRADA Ambassador（2023年9月7日 - ）
- コスメブランド「espoir（エスポア）」（2023年3月6日 - ） - アンバサダー[47]
- イヴ・サンローラン
  - 「ルージュ ヴォリュプテ キャンディグレーズ」（2023年3月23日 - ）[48]
  - 2023年12月、ジャパンアンバサダー就任[49]
- Graff「Graff Diamonds JAPAN」（2023年7月7日：JAPANアンバサダー[50]、2024年7月：アジアアンバサダー）
- 韓国アパレル Lenina ミューズ（2024年3月 - ）
- Ralph Lauren Japan パートナーシップ締結（2024年11月18日）
- ハーゲンダッツジャパン クリスピーサンド「ザ・リッチキャラメル」（2025年2月 - ）[51]

## 書籍
- Yes, I am Sana: 1ST PHOTOBOOK (White ver. / Black ver.)（2021年4月13日、TWICE）